# Blind Friendly Web
Blind Friendly Web je metodika tvorby přístupného webu. Přístupnost je zde brána z hlediska uživatelů se zrakovým postižením (uživatelé pracující sluchem a hmatem a uživatelé pracující zrakem a sluchem). První verze vznikla roku 2000 pod hlavičkou SONS, průběžně však dochází k aktualizaci a modernizaci pravidel. Hlavním autorem je Radek Pavlíček.
Pravidla jsou rozdělena podle priorit do 3 skupin (Pravidla s nejvyšší prioritou, Pravidla se střední prioritou a Pravidla s nejnižší prioritou). Kromě tohoto je součástí metodického návodu také postup zběžné kontroly přístupnosti stránek.
Jelikož se jednalo o první ryze česká pravidla přístupnosti, mnohé novější metodiky z Blind Friendly Webu vycházejí.